# Políptico da Matriz de Santa Cruz da Graciosa

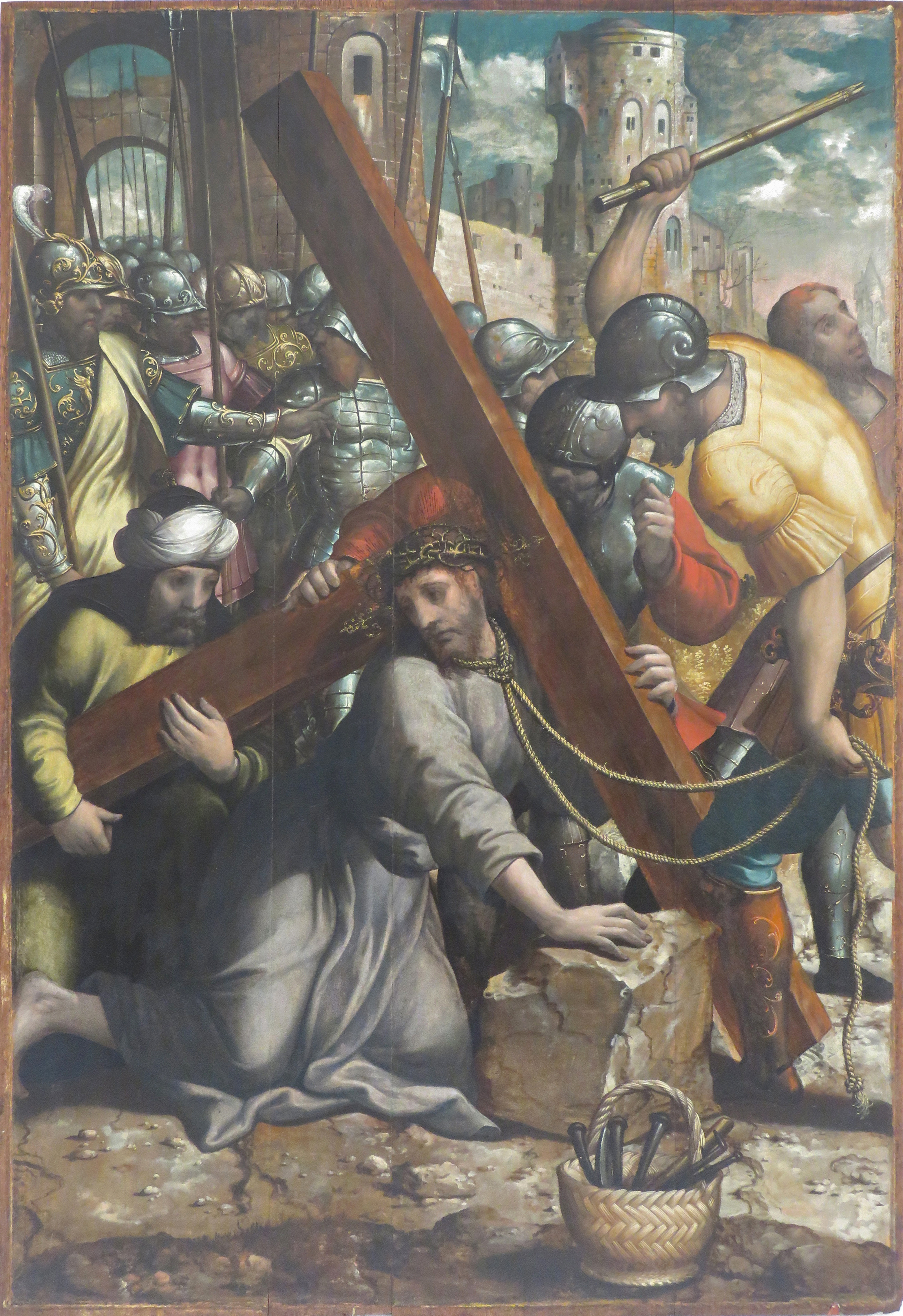
Caminho do Calvário

O Políptico da Matriz de Santa Cruz da Graciosa é um conjunto de seis pinturas a óleo sobre madeira pintadas cerca de 1550 presumivelmente pelo artista português que se designa por Mestre de Arruda dos Vinhos para a Igreja Matriz de Santa Cruz (Santa Cruz da Graciosa) onde ainda se encontram.

## Descrição
O estilo das pinturas do Políptico da Matriz de Santa Cruz da Graciosa apresenta forte paralelismo ao das pinturas do Políptico quinhentista de Arruda dos Vinhos sendo pelos historiadores de arte e no estado actual do conhecimento situadas em meados do século XVI e ligadas ao artista anónimo formado na escola de Diogo de Contreiras, conhecido pelo nome de Mestre de Arruda dos Vinhos.
A Igreja de Santa Cruz, na Ilha Graciosa, de origem quinhentista mas muito alterada por reconstrução entre 1722 e 1743, conserva assim um dos mais importantes conjuntos de pintura do século XVI existentes no Arquipélago dos Açores. Estas pinturas a óleo sobre madeira, que beneficiaram recentemente de intervenção de restauro, foram reveladas em 1941 por José Hipólito Raposo que as considerou terem sido encomenda do capitão-donatário D. Álvaro Coutinho.
O Políptico da Matriz de Santa Cruz da Graciosa é constituído pelas seguintes pinturas cujos temas iconográficos pertencem ao ciclo da vida de Cristo e da Santa Cruz, da invocação da própria Igreja para onde destinadas:
- Caminho do Calvário,
- Calvário,
- Deposição de Cristo,
- Pentecostes,
- Santa Helena e a Invenção da Cruz e
- O Imperador Heráclio e a Exaltação da Santa Cruz.

As pinturas medem 1190 x 810 mm salvo o Pentecostes que mede 1,000 x 810 mm por ter sido cortado na zona superior. Apresenta-se a seguir a descrição das pinturas segundo a temática dos episódios representados numa ordem cronológica.

### Caminho do Calvário
O Caminho do Calvário representa o episódio bíblico de Jesus carregando a cruz.
O Caminho do Calvário revela a imagem de Cristo, vergado ao peso da Cruz e flagelado por um dos soldados, vestidos com finas e ricas armaduras, enquanto Simão Cireneu procura aliviar o peso do madeiro. Ao fundo avista-se o típico casario de Jerusalém. Um pormenor de especial interesse diz respeito à cesta de vime com os chamados martírios ou instrumentos da Paixão.

### Calvário

Calvário

A pintura Calvário representa o episódio bíblico da Crucificação de Jesus relatado nos quatro evangelhos canônicos (Mateus 27:33–44; Marcos 15:22–32; Lucas 23:33–43; João 19:17–30).
O Calvário não faz actualmente parte do Retábulo do Altar-mor estando colocado na parede esquerda da capela-mor.
Para Vítor Serrão, Calvário é a melhor tábua deste conjunto, com elegante modelação do nu e um sfumato atmosférico que evoca o Calvário de Diogo de Contreiras na Igreja de São Quintino (Sobral de Monte Agraço).

### Deposição de Cristo

Deposição de Cristo

A Deposição de Cristo representa o episódio bíblico do Sepultamento de Jesus.
A Deposição de Cristo, onde o corpo de Cristo se encontra deitado sobre o lençol de mortalha, exibindo ao lado um vaso de aroma ou bálsamo, exibe na cena a presença de quatro Santas Mulheres, São João Evangelista, José de Arimateia, Nicodemus e outra figura de homem. O Monte Calvário expõe três cruzes erguidas, estando as dos lados pendentes, com os corpos do Bom e do Mau Ladrão. O céu é repetidamente escuro, como acima mencionámos.
A pose dramática das mulheres chorosas é comum às duas tábuas. Na tábua graciosense pode observar-se a Virgem Maria, Madalena e Santas Mulheres, a figura aureolada de S. João Evangelista, José de Arimateia e Nicodemus, cujo céu mostra espessas nuvens e uma trágica escuridão eminente.

### Pentecostes

Pentecostes

Pentecostes representa o episódio bíblico da descida do Espírito Santo no dia do Pentecostes relatado no Novo Testamento (Atos 2:1–41) que deu origem a uma das mais importantes celebrações do culto cristão.
A Virgem Maria está rodeada pelos Apóstolos e pelas Santas Mulheres, todos nimbados e a receber a luz e o fogo do Espírito Santo, no Cenáculo de Jerusalém, sendo ainda possível observar no pavimento, junto aos pés da Virgem, uma cruz da ordem de Malta.

### Santa Helena e a Invenção da Cruz
Santa Helena e a Invenção da Cruz representa o episódio da descoberta, segundo a tradição católica, da Cruz de Cristo (Vera Cruz ou Cruz Verdadeira) por Santa Helena, que tendo perto de oitenta anos, no ano de 326, fez uma peregrinação à Palestina onde se dedicou a identificar locais da vida de Jesus Cristo tendo supostamente encontrado a cruz com que Cristo foi crucificado no Gólgota. A partir do final do século IV, Helena passou a estar associada pela tradição com esta descoberta.
Na pintura pode observar-se a Imperatriz Helena e o seu séquito, onde se identifica o Bispo Macário, magistrados e povo.

### O Imperador Heráclio e o Exalçamento da Santa Cruz
A O Imperador Heráclio e o Exalçamento da Santa Cruz representa o episódio, ocorrido em 628/629, da devolução a Jerusalém da Vera Cruz pelo imperador bizantino Heráclio que a reconquistara aos Persas.
A pintura ostenta um cortejo imperial detido da porta de Jerusalém, fechada, denotando-se o espanto dos soldados. O imperador Heráclio alça a Cruz nos braços, montado no cavalo branco, cuja cena é acompanhada pelo povo e soldados erguendo lanças e bandeiras.
De acordo com o conhecimento da época desta pintura, actualmente posto em causa pela historiografia moderna,  o xá sassânida Cosroes II apoderou-se como troféu da relíquia da Vera Cruz que estava em Jerusalém quando capturou a cidade após o cerco de 614. Treze anos mais tarde, em 628, o imperador bizantino Heráclio derrotou Cosroes e recuperou a relíquia que manteve inicialmente em Constantinopla, mas que levou de volta a Jerusalém em 630. É este último evento que a pintura representa.

## História

Santa Helena e a Invenção da Cruz

Em 1941 as pinturas foram assinaladas pela primeira vez nos tempos modernos por Hipólito Raposo, advogado e monárquico que esteve exilado na ilha Graciosa pelo salazarismo devido à sua oposição integralista ao Estado Novo. Segundo este estudioso, a encomenda das pinturas para o retábulo da Igreja de Santa Cruz terá sido feita por D. Álvaro Coutinho, capitão-donatário da ilha Graciosa, que as terá mandado pintar em Lisboa ao Mestre de Arruda dos Vinhos.
Sabe-se que antes, em 1486, Pedro Correia, capitão da ilha, recebia do duque de Beja, futuro rei D. Manuel, este na qualidade de regedor e governador da Ordem de Cristo, um missal e várias galhetas para a Igreja de Santa Cruz da Graciosa. Outras remessas se seguiram em 1490 e 1515. Ainda se conservam dessas ofertas manuelinas um cálice gótico-manuelino com incrustações de esmalte e uma cruz processional de prata.
Do retábulo encomendado por Álvaro Coutinho, com uma estrutura de talha renascentista, nada chegou ao presente pois foi substituída no fim do século XVII. Em 1675, o Bispo de Angra, Lourenço de Castro, mandou ampliar a capela-mor da Igreja e, Frei Clemente Vieira, professor da Universidade de Coimbra, na visita que fez em 1690, assinalava que a capela-mor da Igreja não tinha retábulo, pedindo apoio à corte para que mandassem fazer um bom e dourado, como era conveniente e decente para a principal igreja daquela ilha.
Desconhece-se quem foi o entalhador do novo retábulo onde foram integrados cinco painéis do antigo conjunto, tendo o Calvário sido colocado na parede lateral da Capela-mor: Pentecostes ficou na cimo do Retábulo, Cristo com a cruz às costas e O Imperador Heráclio e o exalçamento da Santa Cruz no andar nobre, e Cristo deposto da cruz e Santa Helena e o milagre do reconhecimento da Cruz no andar inferior.
Foi realizado recentemente o restauro do Políptico da Graciosa bem como do Retábulo de que faz parte pelo ACROARTE - Atelier de Conservação e Restauro de Obras de Arte São Jorge, tendo o Calvário sido colocado no centro do Retábulo.

## Apreciação

O Imperador Heráclio e o Exalçamento da Santa Cruz

Para Vítor Serrão, a atribuição deste Políptico a Cristóvão de Figueiredo proposta por Hipólito Raposo baseou-se apenas nos repetidos temas das tábuas do Políptico quinhentista do Mosteiro de Santa Cruz de Coimbra (1522-1530) que se encontra parcialmente no Museu Machado de Castro. Mas a tipologia, o estilo, a técnica e o espírito das duas obras são muito diferentes, sendo a de Coimbra, ainda ligada a princípios flamengos, muito anterior aos painéis da Graciosa. Estes são posteriores um quarto de século e estão imbuídos do novo gosto de superação do Renascimento e de abertura ao Maneirismo entretanto introduzido na arte portuguesa. O desenho das composições da Graciosa tem um estilo próprio inspirado nos exemplos de Gregório Lopes (c. 1480-1550) e de Diogo de Contreiras (c. 1500-1565), mas sem a extraordinária delicadeza destes mestres.
Também para Vítor Serrão, ao Mestre de Arruda dos Vinhos, com actividade em Lisboa entre 1540-1560, se devem outras pinturas muito próximas às da Graciosa, como os painéis da matriz de Arruda dos Vinhos (uma delas com a pseudo-joaninha, marca de oficina utilizada nas obras tardias de Gregório Lopes), os painéis do Políptico do Altar-mor da Matriz da Ponta do Sol, na ilha da Madeira, quatro quadros de um antigo Retábulo da matriz da Lourinhã (1545), e a Assunção da Virgem no Hospital da Luz (Carnide).
Ainda para Vítor Serrão, o Mestre de Arruda dos Vinhos (que poderá ser Cristóvão Lopes, filho de Gregório Lopes) é um seguidor de Diogo de Contreiras, de quem evidencia estilemas que sugerem formação na oficina deste notados nas figuras e no detalhe dos fundos. Os painéis da Graciosa têm um desenho elegante e revelam competência artística e características de execução que constituem um evidente estilo próprio, havendo figuras, adereços, poses, gestos, bem como desenho de armas, jóias e objectos acessórios, de decoração de tecidos, e tipos de casario que surgem nas outras obras que lhe são atribuídas.

## Bibliografia

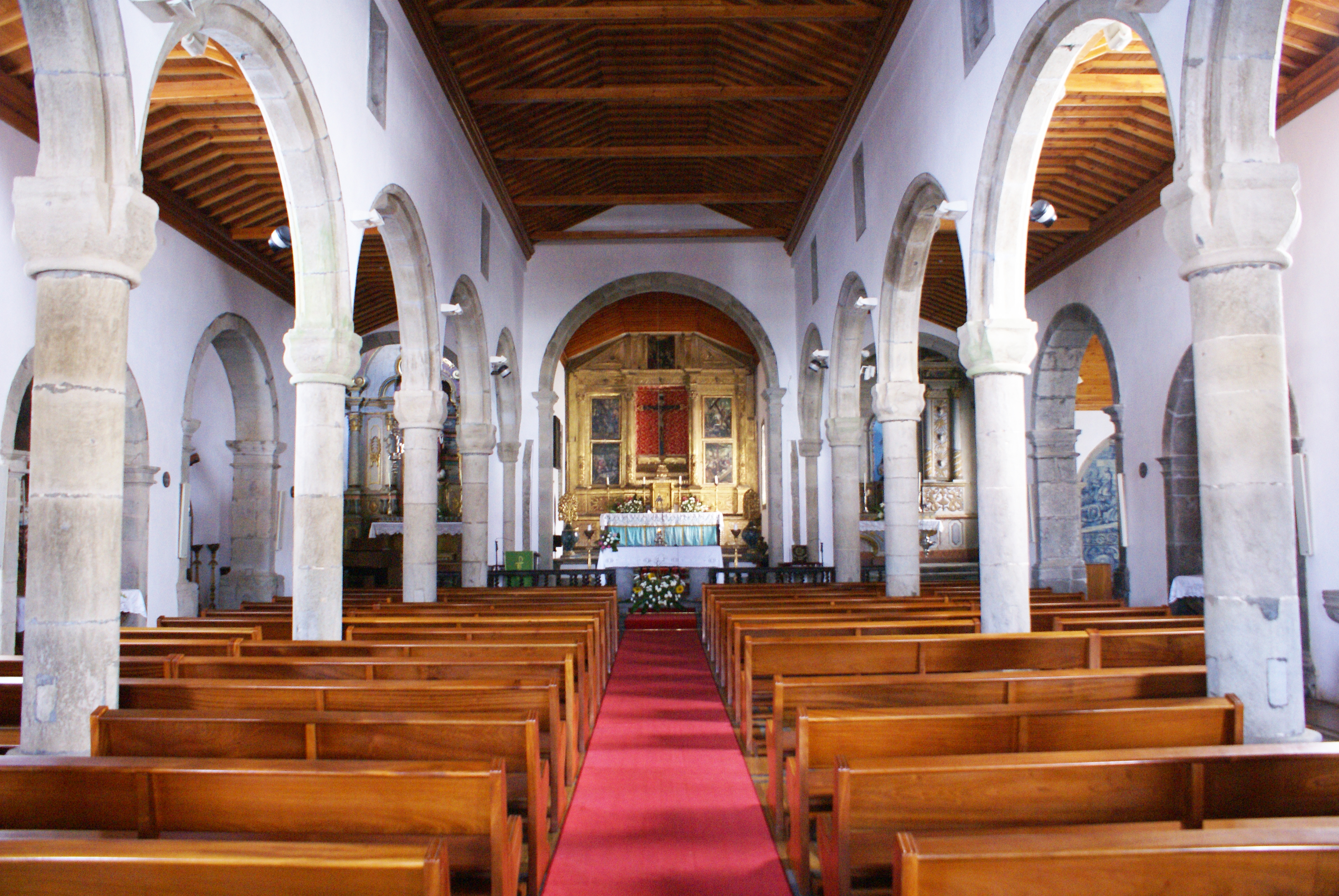
Nave central da Igreja Matriz de Santa Cruz da Graciosa, com o Retábulo do Altar-mor antes do recente restauro